# The Wall
The Wall (срп. Зид) је једанаести студијски албум енглеске рок групе Пинк Флојд, издат 1979. Продат је у преко 30 милиона копија или 60 милиона плоча (пошто је дупли албум). Америчко удружење дискографске индустрије га је 1999. сертификовало као 23x Platinum, што значи да се до тада продало преко 23 милиона копија у Сједињеним државама, што га чини најпродаванијим албумом Пинк Флојда у Америци. Почетком 1980. је заредом држао 15 недеља 1. место на америчким топ-листама, док је у Британији стигао до 3. места.
Песма Another Brick in the Wall (Part 2) била је једини сингл групе који је дошао до 1. позиције и на америчким и на британским топ-листама. Широм света су поједине песме са овог албума, као на пример „Another Brick in the Wall (Part 2)“, „Young Lust“, „Hey You“, „Comfortably Numb“ и „Run Like Hell“, постале хит синглови. The Wall је био последњи албум са Ричардом Рајтом, све до његовог повратка 1987. Током снимања, Роџер Вотерс је тражио много контроле, што је довело до тензија. Албум је укључен у књигу „1001 албум који треба да преслушаш пре него што умреш“ и међу Ролингстонових „500 најбољих албума свих времена“.

## Концепт и прича
Прича портретише антихероја Пинка, кога друштво терорише од најраније младости. Оца је изгубио веома рано (у бици за Анцио, 1944. током Другог светског рата, где је погинуо и Вотерсов отац), превише заштитнички настројена мајке га је емоцијално гушила, тирански учитељ га је малтретирао у школи, а касније у животу жена варала. Пинк се повлачи у свој свет фантазије, гради замишљени зид између њега и остатка света, као алегорију за његову емоцијалну удаљеност којом се шити од осталих људи. Свако лоше искуство у његовом животу додаје "још једну циглу на зид" (енгл. another brick in the wall). После дубоког размишљања како да допуни преостале рупе у зиду, Пинк обуставља “градњу” на извесно време. Постаје рок звезда и жени се, само да би га касније жена преварила, због његовог хладног држања и живота рок звезде. После тога, нставља градњу и завршава зид.
Он полако почиње да луди иза свог зида. Изнутра, он је изгубљен, али га његов живот и обавезе рок звезде терају на површину. Ситуацији нимало не помаже чињеница да га његови људи дрогирају “да би могао да одради шоу” (енгл. keep (him) going through the show). Пинк халуцинира, замишљајући да је фашистички диктатор, а да су његови концерти у ствари нео-нацистички скупови на којима он шаље своје људе да одстране оне које он сматра недостојним (у тој песми се спомињу пежоративним називима црнци, Јевреји, комунисти и други који су били на мети нациста). Касније, његова савест се буни против тога, и он приређује једно алегоријско суђење самом себи, где његов унутрашњи судија му наређује да сруши зид и да се отвори према свету. На свом крају албум се враћа на свој почетак.

## турнеја 1980—1981
На The Wall турнеји су извођене искључиво песме са овог албума уз неколико измена. Турнеја је за своје време била врло револуционарна. Током сваке песме за време прве половине концерта радници су градили огромни зид од белих картонских цигли, који би на крају прекрио целу бину. То је допринелу растућем утиску изолације. За време друге половине концерта зид је већ изграђен, и група би изводила песме иза или испред зида (када би изводили песме иза зида, били би визуелно потпуно одвојени од публике). На крају концерта, цео зид би се срушио.
Снимак једног концерта са турнеје постоји, али је слика током већине времена превише тамна и мутна.

## Списак песама

### Прва страна (прва плоча)
1. "In the Flesh?" – 3:16
  - Вокали: Роџер Вотерс
2. "The Thin Ice" – 2:27
  - Вокали: Дејвид Гилмор и Роџер Вотерс
3. "Another Brick in the Wall (Part 1)" – 3:21
  - Вокали: Роџер Вотерс
4. "The Happiest Days of Our Lives" – 1:46
  - Вокали: Роџер Вотерс
5. "Another Brick in the Wall (Part 2)" – 4:00
  - Вокали: Дејвид Гилмор, Роџер Вотерс, и хор школе Ајслингтон Грин
6. "Mother" – 5:36
  - Вокали: Дејвид Гилмор and Роџер Вотерс

### Друга страна (прва плоча)
1. "Goodbye Blue Sky" – 2:45
  - Вокали: Дејвид Гилмор
2. "Empty Spaces" – 2:10
  - Вокали: Роџер Вотерс
3. "Young Lust" (Роџер Вотерс/Дејвид Гилмор) – 3:25
  - Вокали: Дејвид Гилмор
4. "One of My Turns" – 3:35
  - Вокали: Роџер Вотерс
5. "Don't Leave Me Now" – 4:16
  - Вокали: Роџер Вотерс, "ooohh babe.." део на крају пева Дејвид Гилмор
6. "Another Brick in the Wall (Part 3)" – 1:14
  - Вокали: Роџер Вотерс
7. "Goodbye Cruel World" – 1:13
  - Вокали: Роџер Вотерс

### Трећа страна (друга плоча)
1. "Hey You" – 4:40
  - Вокали: Дејвид Гилмор and Роџер Вотерс
2. "Is There Anybody Out There?" – 2:44
  - Вокали: Роџер Вотерс
3. "Nobody Home" – 3:26
  - Вокали: Роџер Вотерс
4. "Vera" – 1:35
  - Вокали: Роџер Вотерс
5. "Bring the Boys Back Home" – 1:21
  - Вокали: Роџер Вотерс
6. "Comfortably Numb" (Дејвид Гилмор/Роџер Вотерс) – 6:24
  - Вокали: Дејвид Гилмор (прелаз и рефрен) и Роџер Вотерс (строфе)

### Четврта страна (друга плоча)
1. "The Show Must Go On" – 1:36
  - Вокали: Дејвид Гилмор
2. "In the Flesh" – 4:13
  - Вокали: Роџер Вотерс
3. "Run Like Hell" (Дејвид Гилмор/Роџер Вотерс) – 4:19
  - Вокали: Роџер Вотерс
4. "Waiting for the Worms" – 4:04
  - Вокали: Дејвид Гилмор и Роџер Вотерс
5. "Stop" – 0:30
  - Вокали: Роџер Вотерс
6. "The Trial" (Роџер Вотерс/Боб Езрин) – 5:13
  - Вокали: Роџер Вотерс
7. "Outside the Wall" – 1:41
  - Вокали: Роџер Вотерс